# Festival di Berlino 2007

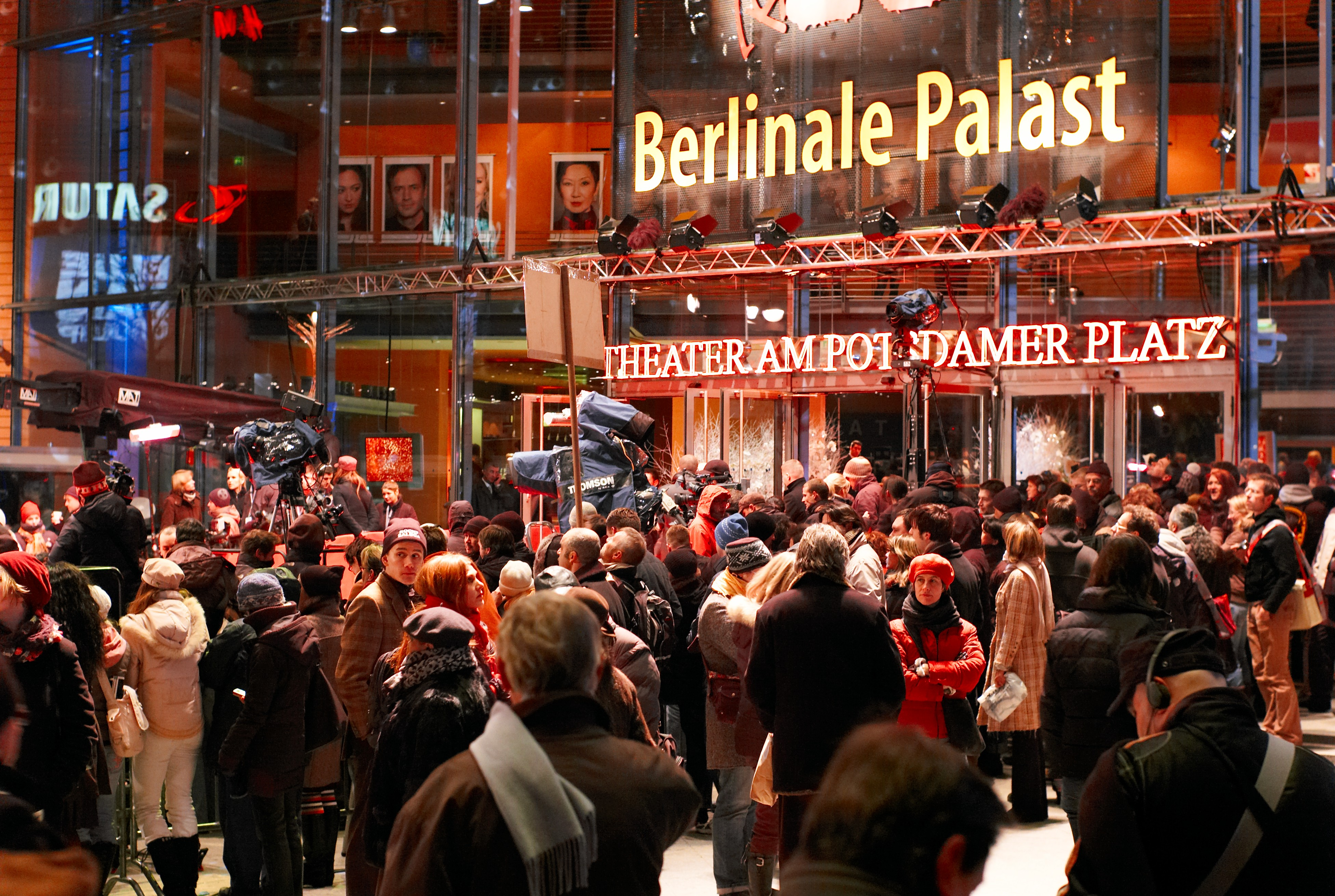
Il Theater am Potsdamer Platz nel quartiere di Tiergarten.

La 57ª edizione del Festival internazionale del cinema di Berlino si è svolta a Berlino dall'8 al 18 febbraio 2007, con il Theater am Potsdamer Platz come sede principale. Direttore del festival è stato per il sesto anno Dieter Kosslick.
L'Orso d'oro è stato assegnato al film brasiliano Tropa de Elite - Gli squadroni della morte di José Padilha.
L'Orso d'oro alla carriera è stato assegnato al regista e sceneggiatore Francesco Rosi, al quale è stata dedicata la sezione "Homage", mentre la Berlinale Kamera è stata assegnata agli attori Karlheinz Böhm e Otto Sander.
In questa edizione è stata inaugurata la nuova sezione "Eat, Drink, See Movies - Celebrating Culinary Cinema", dedicata ai diversi aspetti del cibo e della cucina esplorati da film e documentari provenienti da tutto il mondo, mentre la sezione "Generation" ha preso il posto del "Kinderfilmfest/14plus" con due sotto-sezioni: "Kplus" (dedicata ai bambini) e "14plus" (dedicata agli adolescenti).
Il festival è stato aperto dal film in concorso La Vie en rose di Olivier Dahan.
La retrospettiva di questa edizione, intitolata "City Girls. Images of Women in Silent Film", è stata dedicata al cambiamento nel ruolo sociale della donna all'inizio del XX secolo e al contributo del cinema nel diffondere i cliché della "nuova donna".

## Giurie

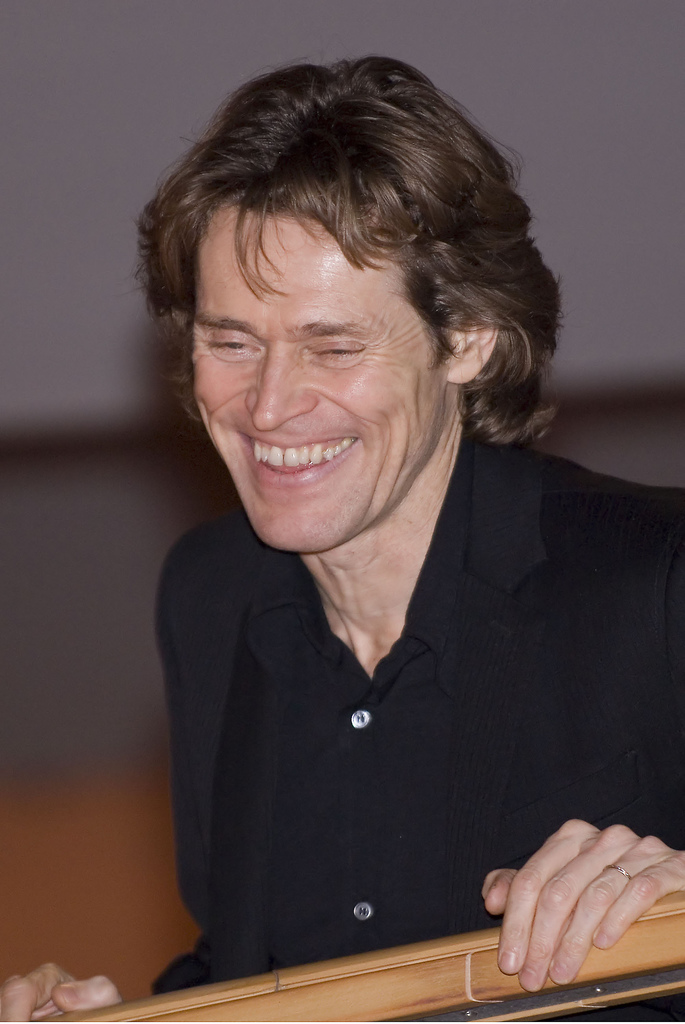
L'attore Willem Dafoe, membro della giuria internazionale.

### Giuria internazionale
- Paul Schrader, regista, sceneggiatore e critico cinematografico (Stati Uniti) - Presidente di giuria[8]
- Molly Malene Stensgaard, montatrice (Danimarca)
- Hiam Abbass, attrice (Palestina)
- Mario Adorf, attore (Germania)
- Gael García Bernal, attore (Messico)
- Nansun Shi, produttrice (Cina)
- Willem Dafoe, attore (Stati Uniti)

### Giuria "Opera prima"
- Niki Karimi, attrice, regista e sceneggiatrice (Iran)[8]
- Judy Counihan, produttrice (Regno Unito)
- Gerhard Meixner, produttore (Germania)

### Giuria "Cortometraggi"
- Ning Ying, regista, sceneggiatrice e produttrice (Cina)[8]
- Riina Sildos, produttrice (Estonia)
- Peace Anyiam-Fiberesima, produttrice e fondatrice della Africa Movie Academy (Nigeria)

### Giurie "Generation"

#### Kinderjury/Jugendjury
Gli Orsi di cristallo sono stati assegnati da due giurie nazionali, la Kinderjury per la sezione "Kplus" e la Jugendjury per la sezione "14plus", composte rispettivamente da undici membri di 11-14 anni e sette membri di 14-18 anni selezionati dalla direzione del festival attraverso questionari inviati l'anno precedente.

#### Giuria internazionale
Nella sezione "Kplus" il Grand Prix e lo Special Prize sono stati assegnati da una giuria internazionale composta da Justin Johnson, direttore della programmazione del National Film Theatre di Londra, dallo scrittore Andreas Steinhöfel (Germania), la produttrice Leontine Petit (Paesi Bassi), il regista e sceneggiatore Reza Bagher (Svezia) e la direttrice artistica Sitora Alieva (Russia).

## Selezione ufficiale

### In concorso
- Angel - La vita, il romanzo (Angel), regia di François Ozon (Regno Unito, Francia, Belgio)
- L'anno in cui i miei genitori andarono in vacanza (O Ano em Que Meus Pais Saíram de Férias), regia di Cao Hamburger (Brasile)
- Beaufort, regia di Joseph Cedar (Israele)
- Bordertown, regia di Gregory Nava (USA)
- Il colore della libertà - Goodbye Bafana (Goodbye Bafana), regia di Bille August (Germania, Francia, Belgio, Sudafrica, Italia, Regno Unito, Lussemburgo)
- I'm a Cyborg, But That's OK, regia di Park Chan-wook (Corea del Sud)
- La duchessa di Langeais (Ne touchez pas la hache), regia di Jacques Rivette (Francia, Italia)
- Il falsario - Operazione Bernhard (Die Fälscher), regia di Stefan Ruzowitzky (Austria, Germania)
- The Good Shepherd - L'ombra del potere (The Good Shepherd), regia di Robert De Niro (USA)
- Hallam Foe, regia di David Mackenzie (Regno Unito)
- Hyazgar, regia di Zhang Lu (Corea del Sud, Francia)
- Ho servito il re d'Inghilterra (Obsluhoval jsem anglického krále), regia di Jiří Menzel (Repubblica Ceca, Slovacchia)
- In memoria di me, regia di Saverio Costanzo (Italia, Francia)
- Intrigo a Berlino (The Good German), regia di Steven Soderbergh (USA)
- Irina Palm - Il talento di una donna inglese, regia di Sam Garbarski (Belgio, Germania, Lussemburgo, Regno Unito, Francia)
- Lettere da Iwo Jima (Letters from Iwo Jima), regia di Clint Eastwood (USA)
- Il matrimonio di Tuya (Tuya de hun shi), regia di Quan'an Wang (Cina)
- El otro, regia di Ariel Rotter (Francia, Germania, Argentina)
- Pingguo, regia di Li Yu (Cina)
- I testimoni (Les témoins), regia di André Téchiné (Francia)
- La vie en rose (La môme), regia di Olivier Dahan (Francia, Regno Unito, Repubblica Ceca)
- When a Man Falls in the Forest, regia di Ryan Eslinger (Germania, Canada, USA)
- Yella, regia di Christian Petzold (Germania)

### Fuori concorso
- 300, regia di Zack Snyder (USA)
- Diario di uno scandalo (Notes on a Scandal), regia di Richard Eyre (Regno Unito)
- The Walker, regia di Paul Schrader (USA, Regno Unito)

### Cortometraggi
- Annem Sinema Ögreniyor, regia di Nesimi Yetik (Turchia)
- Bus, regia di Jens Schillmöller (Germania)
- Décroche, regia di Manuel Schapira (Francia)
- Gecko, regia di Theresa von Eltz (Regno Unito)
- The Girl Who Swallowed Bees, regia di Paul McDermott (Australia)
- Jegyzökönyv - Mansfeld Péter Emlékére, regia di Zoltán Szilágyi Varga (Ungheria)
- La leçon de guitare, regia di Martin Rit (Francia)
- Lo que trae la lluvia, regia di Alejandro Fernández Almendras (Cile)
- Mei, regia di Arvin Chen (USA, Taiwan)
- The Night Before Christmas, regia di Sam Bassett (Regno Unito)
- Nihon no katachi, regia di Kentaro Kobayashi e Junji Kojima (Giappone)
- Raak, regia di Hanro Smitsman (Paesi Bassi)
- Rendez-vous, regia di Marcin Krawczyk (Polonia)
- Rotten Apple, regia di Ralitza Petrova (Regno Unito)
- Scummy Man, regia di Paul Fraser (Regno Unito)
- The Stalin That Was Played by Me, regia di Daya Cahen (Paesi Bassi)

### Berlinale Special
- Adozione (Örökbefogadás), regia di Márta Mészáros (Ungheria)
- Berlin Alexanderplatz, regia di Rainer Werner Fassbinder (Germania Ovest, Italia)
- Comrades in Dreams, regia di Uli Gaulke (Germania)
- Day on Fire, regia di Jay Anania (USA)
- Gangster Story (Bonnie and Clyde), regia di Arthur Penn (USA)
- I guardiani del giorno (Dnevnoy dozor), regia di Timur Bekmambetov (Russia)
- How to Cook Your Life, regia di Doris Dörrie (Germania)
- I Have Never Forgotten You: The Life & Legacy of Simon Wiesenthal, regia di Richard Trank (USA)
- Madrigal, regia di Fernando Pérez (Cuba)
- La masseria delle allodole, regia di Paolo e Vittorio Taviani (Italia, Spagna, Francia, Bulgaria, Germania)
- Memorie cubane: Fidel racconta il Che, regia di Gianni Minà (Italia)
- Memorie cubane: Un giorno con Fidel, regia di Gianni Minà (Italia)
- Paradjanov: A Requiem, regia di Ron Holloway (Germania, USA)
- Sakuran, regia di Mika Ninagawa (Giappone)
- Szabadság, szerelem, regia di Krisztina Goda (Ungheria)

### Panorama
- 2 giorni a Parigi (2 Days in Paris), regia di Julie Delpy (Francia, Germania)
- A casa de Alice, regia di Chico Teixeira (Brasile)
- Andy Warhol: A Documentary, regia di Ric Burns (USA)
- Anna M., regia di Michel Spinosa (Francia)
- Away from Her - Lontano da lei (Away from Her), regia di Sarah Polley (Canada, Regno Unito, USA)
- BerlinSong, regia di Uli M. Schüppel (Germania)
- Blindsight, regia di Lucy Walker (Regno Unito)
- Boldog új élet, regia di Árpád Bogdán (Ungheria)
- The Bubble (Ha-Buah), regia di Eytan Fox (Israele)
- Love and Honor (Bushi no ichibun), regia di Yōji Yamada (Giappone)
- El camino de los ingleses, regia di Antonio Banderas (Spagna, Regno Unito)
- Celebration, regia di Olivier Meyrou (Francia)
- Spider Lilies, regia di Zero Chou (Taiwan)
- Crossing the Line, regia di Daniel Gordon (Regno Unito)
- Dasepo sonyo, regia di Lee Je-yong (Corea del Sud)
- Denti (Teeth), regia di Mitchell Lichtenstein (USA)
- Deserto Feliz, regia di Paulo Caldas (Brasile, Germania)
- Fay Grim, regia di Hal Hartley (USA, Germania, Francia)
- Férfiakt, regia di Károly Esztergályos (Ungheria)
- Ferien, regia di Thomas Arslan (Germania)
- Fucking Different New York, film collettivo (Germania)
- Grandhotel, regia di David Ondrícek (Repubblica Ceca)
- Guacho, regia di Juan Minujín (Argentina)
- Guča!, regia di Dusan Milic (Serbia, Bulgaria, Austria, Germania)
- Guten Morgen, Herr Grothe, regia di Lars Kraume (Germania)
- Haebyeonui yeoin, regia di Hong Sang-soo (Corea del Sud)
- The Home Song Stories, regia di Tony Ayres (Australia, Singapore)
- Huhwihaji anha, regia di Leesong Hee-il (Corea del Sud)
- Interview, regia di Steve Buscemi (USA, Canada, Paesi Bassi)
- Invisibles, regia di Mariano Barroso, Isabel Coixet, Javier Corcuera, Fernando León de Aranoa e Wim Wenders (Spagna)
- Itty Bitty Titty Committee, regia di Jamie Babbit (USA)
- Lady Chatterley, regia di Pascale Ferran (Belgio, Francia)
- Lagerfeld Confidential, regia di Rodolphe Marconi (Francia)
- La león, regia di Santiago Otheguy (Argentina, Francia)
- Luo ye gui gen, regia di Yang Zhang (Cina, Hong Kong)
- Miss Gulag, regia di Maria Ibrahimova (USA)
- Moskva. Pride '06, regia di Vladimir Ivanov (Russia)
- New Perspectives - Black artists in German film, regia di Todd Ford, Ezra Tsegaye, Sebastian Kühne, Branwen Okpako, John A. Kantara, Winta Yohannes, Otu Tetteh, Diegonante (Germania, Regno Unito)
- Poor Boy's Game, regia di Clement Virgo (Canada)
- Proshchay, yuzhnyy gorod, regia di Oleg Safaraliyev (Russia, Azerbaigian)
- Racconti da Stoccolma (När mörkret faller), regia di Anders Nilsson (Svezia, Germania)
- Riparo, regia di Marco S. Puccioni (Italia, Francia)
- Der rote Elvis, regia di Leopold Grün (Germania)
- Schau mir in die Augen, Kleiner, regia di André Schäfer (Germania, Paesi Bassi, Finlandia, Australia)
- Scott Walker: 30 Century Man, regia di Stephen Kijak (Regno Unito)
- Strange Culture, regia di Lynn Hershman-Leeson (USA)
- Surveillance, regia di Paul Oremland (Regno Unito)
- Takva, regia di Özer Kiziltan (Germania, Turchia)
- Tamara, regia di Peter Kahane (Germania)
- This Filthy World, regia di Jeff Garlin (USA)
- The Tracey Fragments, regia di Bruce McDonald (Canada)

### Forum
- ...a bude hur, regia di Petr Nikolaev (Repubblica Ceca)
- Aju teukbyeolhan sonnim, regia di Lee Yoon-ki (Corea del Sud)
- Akage, regia di Kihachi Okamoto (Giappone)
- A.k.a. Nikki S. Lee, regia di Nikki S. Lee (USA)
- Ankokugai no taiketsu, regia di Kihachi Okamoto (Giappone)
- Apa khabar orang kampung, regia di Amir Muhammad (Malesia)
- Armin, regia di Ognjen Svilicic (Croazia, Bosnia Erzegovina, Germania)
- L'avamposto dei disperati (Dokuritsu gurentai), regia di Kihachi Okamoto (Giappone)
- Brand Upon the Brain! A Remembrance in 12 Chapters, regia di Guy Maddin (Canada, USA)
- Campaign, regia di Kazuhiro Sōda (Giappone, USA)
- Le cercle des noyés, regia di Pierre-Yves Vandeweerd (Francia, Belgio)
- Chrigu, regia di Jan Gassmann e Christian Ziörjen (Svizzera)
- Dai-bosatsu tôge, regia di Kihachi Okamoto (Giappone)
- Dans les villes, regia di Catherine Martin (Canada)
- Dol, regia di Hiner Saleem (Germania, Iraq, Francia)
- Don - The Chase Begins Again, regia di Farhan Akhtar (India)
- Eburi manshi no yûga-na seikatsu, regia di Kihachi Okamoto (Giappone)
- Elvis Pelvis, regia di Kevin Aduaka (Regno Unito, Francia)
- L'esprit des lieux, regia di Catherine Martin (Canada)
- Extranjera, regia di Inés de Oliveira Cézar (Argentina, Grecia, Polonia)
- Faro, la reine des eaux, regia di Salif Traoré (Mali, Francia, Canada, Burkina Faso, Germania)
- Gun chung, regia di Nai-Hoi Yau (Hong Kong)
- The Halfmoon Files, regia di Philip Scheffner (Germania)
- Heimatklänge, regia di Stefan Schwietert (Svizzera, Germania)
- Ichijiku no kao, regia di Kaori Momoi (Giappone)
- I Was a Swiss Banker, regia di Thomas Imbach (Svizzera)
- Jagdhunde, regia di Ann-Kristin Reyels (Germania)
- Jigoku no kyôen, regia di Kihachi Okamoto (Giappone)
- Kain no matsuei, regia di Shūtarō Oku (Giappone)
- Killer of Sheep, regia di Charles Burnett (USA)
- Kiru, regia di Kihachi Okamoto (Giappone)
- Klopka, regia di Srdan Golubović (Serbia, Germania, Ungheria)
- Kurz davor ist es passiert, regia di Anja Salomonowitz (Austria)
- Madonnen, regia di Maria Speth (Germania, Svizzera, Belgio)
- Meng na li sha, regia di Ying Li (Cina, Giappone)
- Nachmittag, regia di Angela Schanelec (Germania)
- Nihon no ichiban nagai hi, regia di Kihachi Okamoto (Giappone)
- Nikudan, regia di Kihachi Okamoto (Giappone)
- Pas douce, regia di Jeanne Waltz (Francia, Svizzera)
- Potosi, le temps du voyage, regia di Ron Havilio (Francia, Israele)
- Prater, regia di Ulrike Ottinger (Austria, Germania)
- Riza, regia di Tayfun Pirselimoglu (Turchia)
- Schindlers Häuser, regia di Heinz Emigholz (Germania, Austria)
- Seven Easy Pieces, regia di Babette Mangolte (USA)
- Shotgun Stories, regia di Jeff Nichols (USA)
- State Legislature, regia di Frederick Wiseman (USA)
- Stone Time Touch, regia di Gariné Torossian (Canada)
- Substitute, regia di Vikash Dhorasoo e Fred Poulet (Francia)
- El telón de azúcar, regia di Camila Guzmán Urzúa (Francia)
- Tout refleurit: Pedro Costa, cinéaste, regia di Aurélien Gerbault (Francia)
- Tuli, regia di Auraeus Solito (Filippine)
- A Walk Into the Sea: Danny Williams and the Warhol Factory, regia di Esther Robinson (USA)
- Wolfsbergen, regia di Nanouk Leopold (Belgio, Paesi Bassi)
- X Love Scenes, regia di Constanze Ruhm (Austria)

### Generation
- Adama Meshuga'at, regia di Dror Shaul (Israele, Germania, Francia, Giappone)
- Aiseu-keki, regia di Yeo In-kwang (Corea del Sud)
- Antônia, regia di Tata Amaral (Brasile)
- Atmenah, regia di Cherien Dabis (USA, Palestina)
- Bennys gym, regia di Lisa Marie Gamlem (Norvegia)
- Blöde Mütze!, regia di Johannes Schmid (Germania)
- Blodsøstre, regia di Louise Friedberg (Danimarca)
- Camping, regia di Dana Blankstein (Israele)
- Cheonhajangsa madonna, regia di Lee Hae-jun e Lee Hae-yeong (Corea del Sud)
- Cum mi-am petrecut sfârsitul lumii, regia di Cãtãlin Mitulescu (Romania, Francia)
- Dek hor, regia di Songyos Sugmakanan (Thailandia)
- Dolf e la crociata dei bambini (Kruistocht in spijkerbroek), regia di Ben Sombogaart (Paesi Bassi, Belgio, Lussemburgo, Germania)
- Drengen i kufferten, regia di Esben Toft Jacobsen (Danimarca)
- Eagle vs Shark, regia di Taika Waititi (Nuova Zelanda)
- The Fall, regia di Tarsem Singh (USA, Sudafrica, India)
- Förortsungar, regia di Catti Edfeldt e Ylva Gustavsson (Svezia)
- Grün, regia di Nikolaus Hillebrand e Kyne Uhlig (Germania)
- Hawaikii, regia di Mike Jonathan (Nuova Zelanda)
- Iszka utazása, regia di Csaba Bollók (Ungheria)
- Je m'appelle Elisabeth, regia di Jean-Pierre Améris (Francia)
- Kibera Kid, regia di Nathan Collett (USA, Kenya)
- Land gewinnen, regia di Marc Brummund (Germania)
- Leiutajateküla Lotte, regia di Heiki Ernits e Janno Põldma (Estonia, Lettonia)
- Man in the Chair, regia di Michael Schroeder (USA)
- Menged, regia di Daniel Taye Workou (Etiopia, Germania)
- Mimzy - Il segreto dell'universo (The Last Mimzy), regia di Robert Shaye (USA)
- More, strýcku, proc je slané?, regia di Jan Balej (Repubblica Ceca)
- Mukhsin, regia di Yasmin Ahmad (Malesia)
- När Elvis kom på besök, regia di Andreas Tibblin (Svezia)
- Pigen i kikkerten, regia di Niels Bisbo (Danimarca)
- Pilgiftsgrodorna, regia di Johan Hagelbäck (Svezia)
- Playground, regia di Eve Spence (Australia)
- Razzle Dazzle: A Journey Into Dance, regia di Darren Ashton (Australia)
- Sipur Hatzi-Russi, regia di Eitan Anner (Israele)
- Snakebite, regia di Matt Pinder (Regno Unito)
- Tekkonkinkreet - Soli contro tutti (Tekkon kinkurîto), regia di Michael Arias (Giappone)
- This Is England, regia di Shane Meadows (Regno Unito)
- Tommy the Kid, regia di Stuart Clegg (Australia)
- Trigger, regia di Gunnar Vikene (Norvegia)
- Tri sestry a jeden prsten, regia di Vlasta Pospísilová (Repubblica Ceca)
- U, regia di Serge Elissalde (Francia)
- Vanaja, regia di Rajnesh Domalpalli (India, USA)
- Ville och Vilda Kanin, regia di Lennart e Ylva-Li Gustafsson (Svezia)
- West, regia di Daniel Krige (Australia)
- Yasin, regia di Betty Lee Kim (USA)
- Zhikharka, regia di Oleg Uzhinov (Russia)

### Perspektive Deutsches Kino
- Alle Alle, regia di Pepe Planitzer (Germania)
- Aschermittwoch, regia di Ileana Cosmovici (Germania, Francia)
- Aufrecht stehen, regia di Hannah Schweier (Germania)
- Autopiloten, regia di Bastian Günther (Germania, Francia)
- Blindflug, regia di Ben Von Grafenstein (Germania)
- Full Metal Village, regia di Sung Hyung Cho (Germania)
- Hotel Very Welcome, regia di Sonja Heiss (Germania)
- Memoryeffekt, regia di Claudia Lehmann (Germania)
- Osdorf, regia di Maja Classen (Germania)
- Prinzessinnenbad, regia di Bettina Blümner (Germania)
- Von einem der auszog - Wim Wenders' frühe Jahre, regia di Marcel Wehn (Germania)
- Was am Ende zählt, regia di Julia von Heinz (Germania, Francia)
- Zirkus is nich, regia di Astrid Schult (Germania)

### Retrospettiva
- L'abisso (Afgrunden), regia di Urban Gad (Danimarca)
- Amleto (Hamlet), regia di Svend Gade e Heinz Schall (Germania)
- L'Arpète, regia di Donatien (Francia)
- Assunta Spina, regia di Francesca Bertini e Gustavo Serena (Italia)
- Borderline, regia di Kenneth MacPherson (Regno Unito)
- I briganti del Caucaso (Zapatas Bande), regia di Urban Gad (Germania)
- Cabiria, regia di Giovanni Pastrone (Italia)
- La carne e il diavolo (Flesh and the Devil), regia di Clarence Brown (USA)
- Cosetta (It), regia di Clarence G. Badger (USA)
- A Cottage on Dartmoor, regia di Anthony Asquith (Regno Unito, Svezia)
- Dancing Mothers, regia di Herbert Brenon (USA)
- Ditya bolshogo goroda, regia di Yevgeni Bauer (Russia)
- East Is East, regia di Henry Edwards (Regno Unito)
- Escape of the Fast Freight, regia di Paul Hurst (USA)
- Fascino biondo (The Patsy), regia di King Vidor (USA)
- Fleur de Paris, regia di André Hugon (Francia)
- Fragilità, sei femmina! (The Affairs of Anatol), regia di Cecil B. DeMille (USA)
- Hindle Wakes, regia di Maurice Elvey (Regno Unito)
- L'invitation au voyage, regia di Germaine Dulac (Francia)
- Love 'Em and Leave 'Em, regia di Frank Tuttle (USA)
- Mariti ciechi (Blind Husbands), regia di Erich von Stroheim (USA)
- Mignonette (Engelein), regia di Urban Gad (Germania, Danimarca)
- Napule... e niente cchiù, regia di Eugenio Perego (Italia)
- Nasanunaka, regia di Mikio Naruse (Giappone)
- The Nickel-Hopper, regia di F. Richard Jones e Hal Yates (USA)
- Non vorrei essere un uomo (Ich möchte kein Mann sein), regia di Ernst Lubitsch (Germania)
- Norrtullsligan, regia di Per Lindberg (Svezia)
- Il padrone di casa (Du skal ære din hustru), regia di Carl Theodor Dreyer (Danimarca)
- A Pair of Tights, regia di Hal Yates (USA)
- Perché cambiate moglie? (Why Change Your Wife?), regia di Cecil B. DeMille (USA)
- Una persona di vostra conoscenza (Vasha znakomaya), regia di Lev Kulešov (Unione Sovietica)
- Primo amore (Lonesome), regia di Pál Fejös (USA)
- La regina del cinema (Die Filmprimadonna), regia di Urban Gad (Germania)
- Rosalie danseuse, regia di Romeo Bosetti (Francia)
- La signora che non vuole bambini (Madame wünscht keine Kinder), regia di Alexander Korda (Germania)
- The Social Secretary, regia di John Emerson (USA)
- Something New, regia di Nell Shipman e Bert Van Tuyle (USA)
- La sorridente signora Beudet (La souriante Madame Beudet), regia di Germaine Dulac (Francia)
- Spanetti - die vorzügliche Schokolade, regia di Karl Pindl e Resl Bucher (Germania)
- Sumerki zhenskoi dushi, regia di Yevgeni Bauer (Russia)
- Teatromania (Stage Struck), regia di Allan Dwan (USA)
- Tilly's Party, regia di Lewin Fitzhamon (Regno Unito)
- Tretya meshchanskaya, regia di Abram Room (Unione Sovietica)
- Der Turm des Schweigens, regia di Johannes Guter (Germania)
- Uomini di domenica (Menschen am Sonntag), regia di Robert Siodmak e Edgar G. Ulmer (Germania)
- Il ventaglio di Lady Windermere (Lady Windermere's Fan), regia di Ernst Lubitsch (USA)
- Yogoto no yume, regia di Mikio Naruse (Giappone)

### Homage
- Alice's Restaurant, regia di Arthur Penn (USA)
- Gli amici di Georgia (Four Friends), regia di Arthur Penn (USA)
- Anna dei miracoli (The Miracle Worker), regia di Arthur Penn (USA)
- Arthur Penn: The Director, regia di Elliott Erwitt (USA)
- Bersaglio di notte (Night Moves), regia di Arthur Penn (USA)
- La caccia (The Chase), regia di Arthur Penn (USA)
- Furia selvaggia - Billy Kid (The Left Handed Gun), regia di Arthur Penn (USA)
- Mickey One, regia di Arthur Penn (USA)
- Missouri (The Missouri Breaks), regia di Arthur Penn (USA)
- Il piccolo grande uomo (Little Big Man), regia di Arthur Penn (USA)

### Eat, Drink See Movies
- L'âge de raison, regia di Myriam Aziza (Francia)
- All in This Tea, regia di Les Blank e Gina Leibrecht (USA)
- Big Night, regia di Campbell Scott e Stanley Tucci (USA)
- Binamban (The Glorious Food of Lagonoy), regia di Ferdinand Dimadura (Filippine)
- Black Gold, regia di Marc Francis e Nick Francis (Regno Unito, USA)
- Crapa Pansa, regia di Francesco Barbieri e Andrea Canepari (Italia)
- The Day After Tomato, regia di Oskar Gullstrand (Svezia)
- La fabbrica di cioccolato (Charlie and the Chocolate Factory), regia di Tim Burton (USA, Regno Unito, Australia)
- Fast Food Nation, regia di Richard Linklater (Regno Unito, USA)
- Grocery Store Wars: The Organic Rebellion, regia di Louis Fox (USA)
- Jídlo, regia di Jan Švankmajer (Regno Unito, Repubblica Ceca)
- Die kulinarischen Abenteuer der Sarah Wiener, regia di Volker Heise e Nathalie Steinbart (Germania)
- The Luckiest Nut in the World, regia di Emily James (Regno Unito)
- The Meatrix, regia di Louis Fox (USA)
- Parabola d'oro, regia di Vittorio De Seta (Italia)
- El pollo, el pez y el cangrejo real, regia di José Luis López-Linares (Spagna)
- The Real Dirt on Farmer John, regia di Taggart Siegel (USA)
- The Sacred Food, regia di Jack Pettibone Riccobono (USA)
- Sawasiray - Pitusiray, regia di Mariana Herrera Bellido (Perù)
- Sideways - In viaggio con Jack (Sideways), regia di Alexander Payne (USA, Ungheria)
- The Sound Of Mountains, regia di Alexandru Belc (Romania)
- Two Nations, One Bread, regia di Yoav Cohen (Germania, Israele)
- The yakiniku mûbî: Purukogi, regia di Gu Su-yeon (Giappone)

## Premi

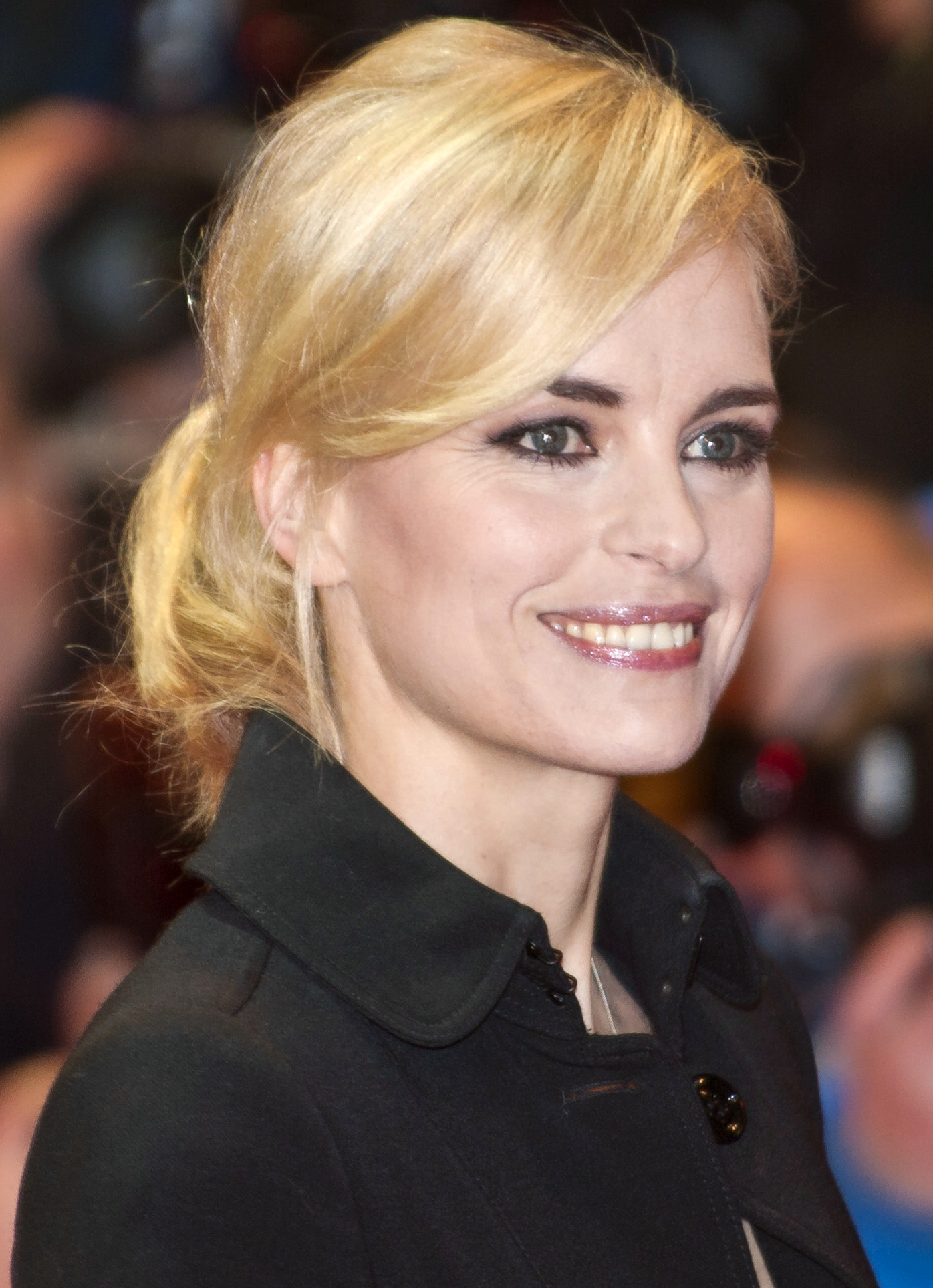
Nina Hoss, Orso d'argento come migliore attrice per Yella

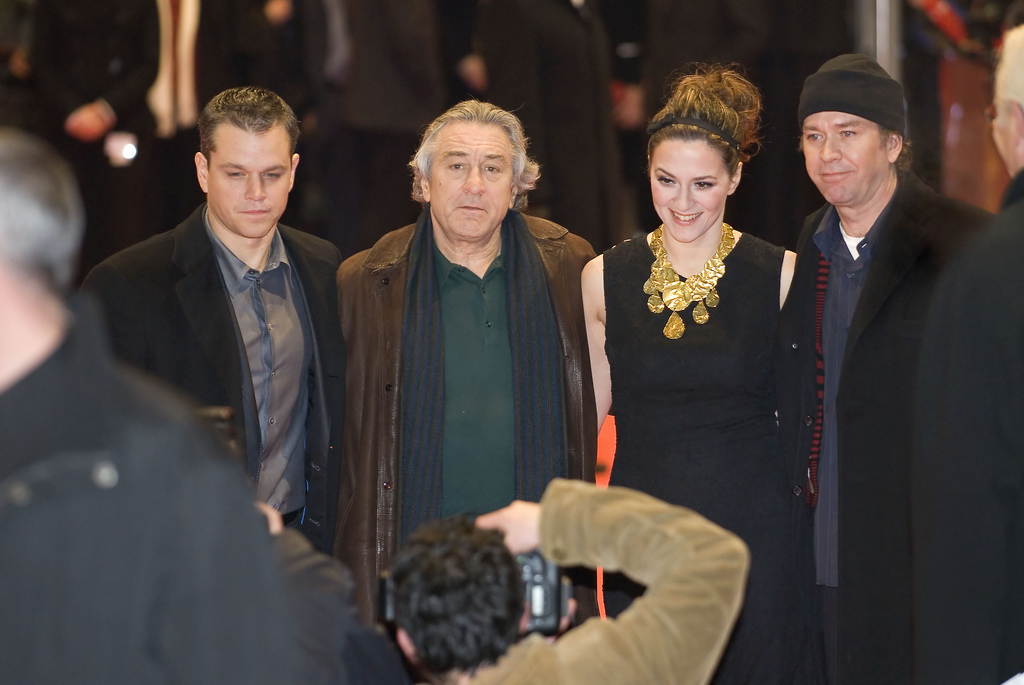
Il cast di The Good Shepherd - L'ombra del potere, Orso d'argento per il miglior contributo artistico

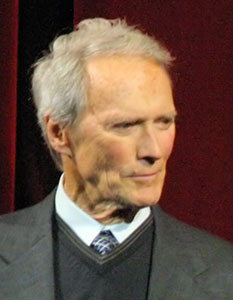
Clint Eastwood, uno dei vincitori della Berlinale Kamera

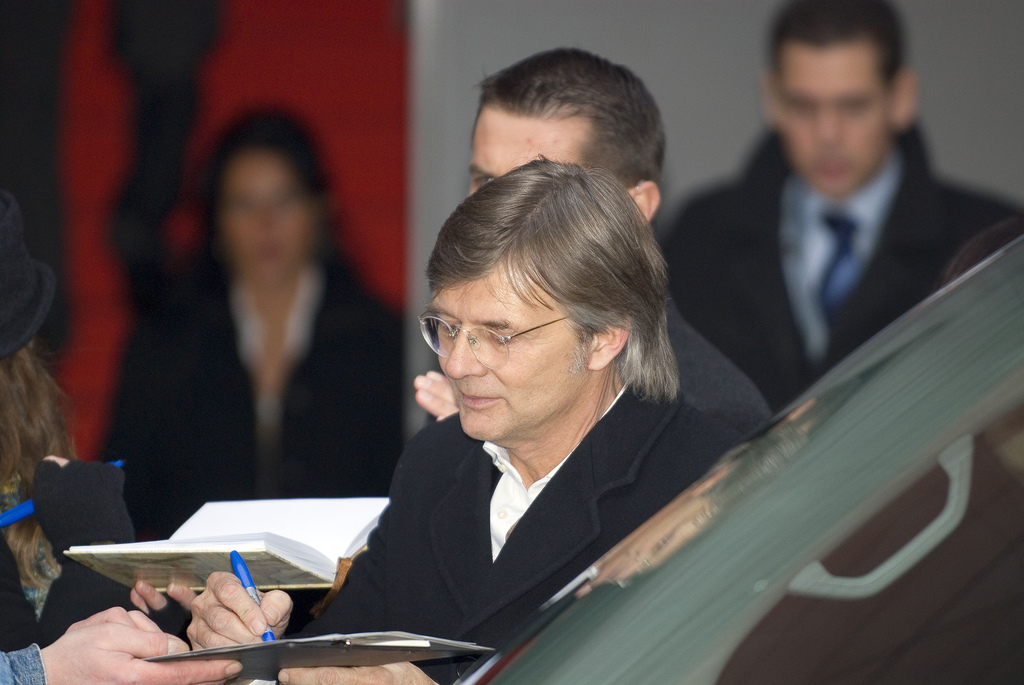
Bille August, vincitore del Peace Film Award per Il colore della libertà - Goodbye Bafana

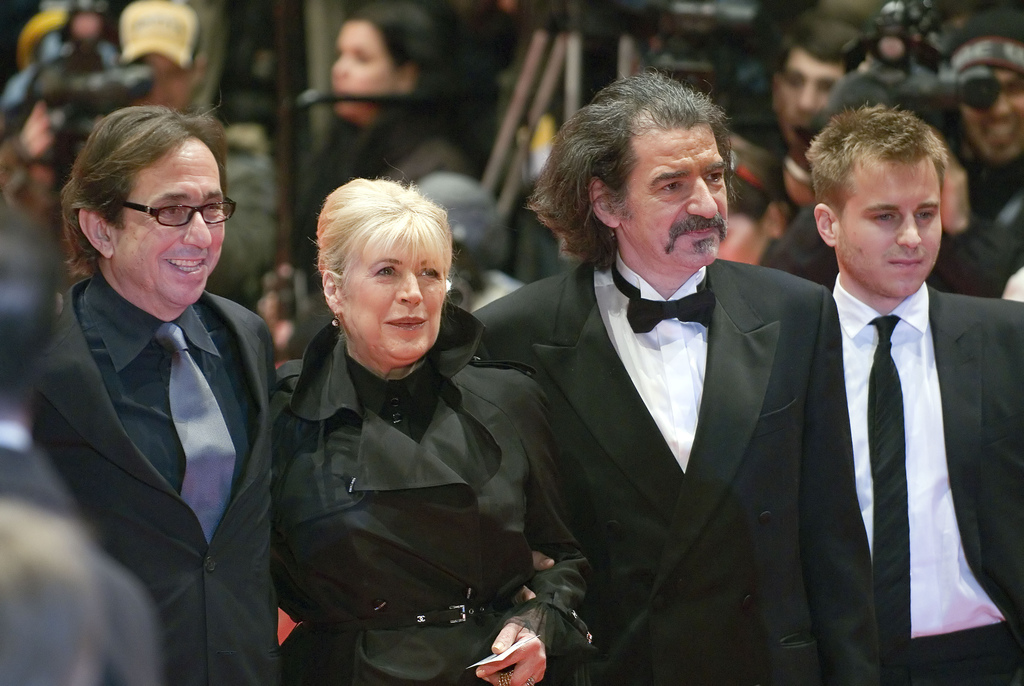
Il cast di Irina Palm - Il talento di una donna inglese, film vincitore del premio dei lettori del Berliner Mongerpost

### Premi della giuria internazionale
- Orso d'oro per il miglior film: Il matrimonio di Tuya di Quan'an Wang
- Orso d'argento per il miglior regista: Joseph Cedar per Beaufort
- Orso d'argento per la migliore attrice: Nina Hoss per Yella
- Orso d'argento per il miglior attore: Julio Chávez per El otro
- Orso d'argento per il miglior contributo artistico: Tutto il cast di The Good Shepherd - L'ombra del potere
- Orso d'argento, gran premio della giuria: El otro di Ariel Rotter
- Orso d'argento per la migliore colonna sonora: David Mackenzie per Hallam Foe
- Premio Alfred Bauer: I'm a Cyborg, But That's OK di Park Chan-wook

### Premi onorari
- Orso d'oro alla carriera: Arthur Penn
- Berlinale Kamera: Clint Eastwood, Gianni Minà, Márta Mészáros, Ron Holloway, Dorothea Moritz

### Premi della giuria "Opera prima"
- Miglior opera prima: Vanaja di Rajnesh Domalpalli

### Premi della giuria "Cortometraggi"
- Orso d'oro per il miglior cortometraggio: Raak di Hanro Smitsman
- Orso d'argento, premio della giuria (cortometraggi): ex aequo Décroche di Manuel Schapira e Mei di Arvin Chen
- Prix UIP Berlin: Rotten Apple di Ralitza Petrova
- DAAD Short Film Prize: Annem Sinema Ögreniyor di Nesimi Yetik

### Premi delle giurie "Generation"
- Children's Jury Generation Kplus
- Orso di cristallo per il miglior film: Dek hor di Songyos Sugmakanan
- Menzione speciale: Mukhsin di Yasmin Ahmad
- Orso di cristallo per il miglior cortometraggio: Menged di Daniel Taye Workou
- Menzione speciale: Land gewinnen di Marc Brummund

- International Jury Generation Kplus
- Grand Prix per il miglior film: Mukhsin di Yasmin Ahmad
- Menzione speciale: Dek hor di Songyos Sugmakanan
- Special Prize per il miglior cortometraggio: Land gewinnen di Marc Brummund
- Menzione speciale: Drengen i kufferten di Esben Toft Jacobsen

- Youth Jury Generation 14plus
- Orso di cristallo per il miglior film: Adama Meshuga'at di Dror Shaul
- Menzione speciale: The Fall di Tarsem Singh

### Premi delle giurie indipendenti
- Guild Prize: Hallam Foe di David Mackenzie
- Peace Film Award: Il colore della libertà - Goodbye Bafana di Bille August
- Label Europa Cinemas: El camino de los ingleses di Antonio Banderas
- Premio Caligari: Kurz davor ist es passiert di Anja Salomonowitz
  - Menzione speciale: Wolfsbergen di Nanouk Leopold
- Amnesty International Film Prize: Racconti da Stoccolma di Anders Nilsson
- Femina Film Prize: Bettina Böhler per il montaggio di Yella
- Premio Manfred Salzgeber: The Tracey Fragments di Bruce McDonald
  - Menzione speciale: Boldog új élet di Árpád Bogdán
- NETPAC Prize: ex aequo Tuli di Auraeus Solito e Ichijiku no kao di Kaori Momoi
- Dialogue en Perspective: Prinzessinnenbad di Bettina Blümner
  - Menzione speciale: Hotel Very Welcome di Sonja Heiss
- Premio della giuria ecumenica:
  - Competizione: Il matrimonio di Tuya di Quan'an Wang
  - Panorama: Luo ye gui gen di Yang Zhang
  - Forum: Chrigu di Jan Gassmann e Christian Ziörjen
- Premio FIPRESCI:
  - Competizione: Ho servito il re d'Inghilterra di Jiří Menzel
  - Panorama: Takva di Özer Kiziltan
  - Forum: Jagdhunde di Ann-Kristin Reyels
- Premio CICAE:
  - Panorama: The Bubble di Eytan Fox
  - Forum: Heimatklänge di Stefan Schwietert
- Teddy Award:
  - Miglior lungometraggio: Spider Lilies di Zero Chou
  - Menzione speciale: La león di Santiago Otheguy
  - Miglior documentario: A Walk Into the Sea: Danny Williams and the Warhol Factory di Esther Robinson
  - Premio del pubblico: Diario di uno scandalo di Richard Eyre
  - Premio dei lettori di Siegessäule: The Bubble di Eytan Fox
  - Premio speciale: Helmut Berger

### Premi dei lettori e del pubblico
- Premio del pubblico (Panorama): Blindsight di Lucy Walker
- Premio dei lettori del Berliner Mongerpost: Irina Palm - Il talento di una donna inglese di Sam Garbarski
- Premio dei lettori del Tagesspiegel: Heimatklänge di Stefan Schwietert